# Letônia na Universíada de Verão de 2021
A Letônia participou da Universíada de Verão de 2021, que aconteceu em Chengdu, na China, entre 28 de julho e 8 de agosto de 2023.
A delegação teve três atletas — um masculino e dois femininos — em duas modalidades olímpicas.

## Competidores
Estas foram as modalidades e atletas que disputaram a edição:
| Esporte             | Masculino | Feminino | Total |
| ------------------- | --------- | -------- | ----- |
| Ginástica artística | 1         | 1        | 2     |
| Ginástica rítmica   | 0         | 1        | 1     |
| Total               | 1         | 2        | 3     |

## Desempenho

### Ginástica artística
Masculino
| Atleta        | Evento           | Qualificatória | Qualificatória | Qualificatória | Qualificatória | Qualificatória | Qualificatória | Qualificatória | Qualificatória | Final       | Final       | Final       | Final       | Final       | Final       | Final       | Final       | Ref.  |
| Atleta        | Evento           | Aparelho       | Aparelho       | Aparelho       | Aparelho       | Aparelho       | Aparelho       | Total          | Pos.           | Aparelho    | Aparelho    | Aparelho    | Aparelho    | Aparelho    | Aparelho    | Total       | Pos.        | Ref.  |
| Atleta        | Evento           | So             | CA             | Ar             | S              | BP             | BF             | Total          | Pos.           | So          | CA          | Ar          | S           | BP          | BF          | Total       | Pos.        | Ref.  |
| ------------- | ---------------- | -------------- | -------------- | -------------- | -------------- | -------------- | -------------- | -------------- | -------------- | ----------- | ----------- | ----------- | ----------- | ----------- | ----------- | ----------- | ----------- | ----- |
| Ricards Plate | Individual geral | 12.066         | 13.100         | 11.600         | 13.666         | 13.033         | 12.466         | 75.931         | 33             | Não avançou | Não avançou | Não avançou | Não avançou | Não avançou | Não avançou | Não avançou | Não avançou | [ 3 ] |

Feminino
| Atleta        | Evento           | Qualificatória | Qualificatória | Qualificatória | Qualificatória | Qualificatória | Qualificatória | Final       | Final       | Final       | Final       | Final       | Final       | Ref.  |
| Atleta        | Evento           | Aparelho       | Aparelho       | Aparelho       | Aparelho       | Total          | Pos.           | Aparelho    | Aparelho    | Aparelho    | Aparelho    | Total       | Pos.        | Ref.  |
| Atleta        | Evento           | S              | BA             | So             | Tr             | Total          | Pos.           | S           | BA          | So          | Tr          | Total       | Pos.        | Ref.  |
| ------------- | ---------------- | -------------- | -------------- | -------------- | -------------- | -------------- | -------------- | ----------- | ----------- | ----------- | ----------- | ----------- | ----------- | ----- |
| Arina Oļenova | Individual geral | 12.200         | 9.066          | 9.266          | 11.033         | 41.565         | 35             | Não avançou | Não avançou | Não avançou | Não avançou | Não avançou | Não avançou | [ 4 ] |

### Ginástica rítmica
| Atleta        | Evento | Final  | Final  | Final  | Final  | Final  | Final | Ref.  |
| Atleta        | Evento |        |        |        |        | Total  | Pos.  | Ref.  |
| ------------- | ------ | ------ | ------ | ------ | ------ | ------ | ----- | ----- |
| Anna Murikova | Geral  | 25.650 | 26.400 | 22.300 | 25.350 | 99.700 | 22    | [ 5 ] |

Legenda
| Recorde mundial      | Recorde mundial (World record)               |                       | Recorde africano                      | Recorde africano (African) |                                           | Q | Classificado por posição (Qualified) |
| Recorde olímpico     | Recorde olímpico (Olympic record)            | Recorde da América    | Recorde da América (Americas)         | q                          | Classificado por melhor tempo (Qualified) |   |                                      |
| Melhor marca do ano  | Melhor marca do ano (World leading)          | Recorde asiático      | Recorde asiático (Asian)              | DNS                        | Não largou (Did not start)                |   |                                      |
| Recorde nacional     | Recorde nacional (National record)           | Recorde europeu       | Recorde europeu (European)            | DNF                        | Não terminou (Did not finish)             |   |                                      |
| Recorde pessoal      | Recorde pessoal do atleta (Personal best)    | Recorde da Oceania    | Recorde da Oceania (Oceania)          | DSQ / DQ                   | Desclassificado (Disqualified)            |   |                                      |
| Recorde da temporada | Recorde da temporada do atleta (Season best) | Recorde sul-americano | Recorde sul-americano (South America) | NM                         | Sem marca (No mark)                       |   |                                      |